# Alouf
Pour les articles homonymes, voir Alouf (homonymie).

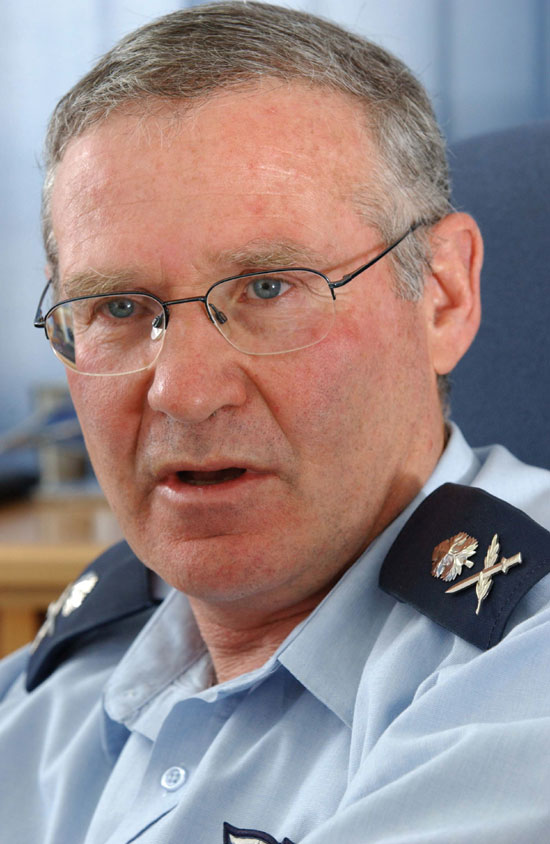
Ancien aluf Amos Yadlin (armée de l'air israélienne) ; à noter son insigne avec l'épée croisée, la palme et la feuille.

Alouf ou Aluf (en hébreu : אלוף) est un grade pour les officiers généraux de l'Armée de défense d'Israël. C'est donc l'équivalent des grades de « général », « amiral » ou « d'air marshal » qui se trouvent dans d'autres armées.